# Nitrofurazona
La nitrofurazona es un medicamento bactericida de uso tópico derivado de los nitrofuranos, que inhibe varias enzimas relacionadas con el metabolismo energético de las bacterias. Posee acción bactericida sobre gérmenes grampositivos y gramnegativos, y algunos protozoos. La nitrofurazona no suele ser activa en infecciones por Pseudomonas, en cuyo caso suele preferirse la gentamicina (un antibiótico aminoglucósido).

## Historia
La nitrofurazona se empleó por primera vez como un agente antibacteriano tópico en los EE. UU. en 1944, y disponible para uso general en 1945.

## Farmacologías
Como se utiliza solamente en aplicación tópica, se la considera un antiséptico, aunque su mecanismo de acción (específico) sea propio de los quimioterapias. Por dicha vía puede presentar como reacción adversa dermatitis pustulosa de contacto.

## Espectro de acción
Su espectro incluye Estafilococo aureus, Estreptococos, E. coli, Clostridium perfringens, Aerobacter aerogenes y Proteus.

## Usos
La nitrofurazona tópica está indicada en la prevención de infecciones bacterianas, quemaduras, heridas, laceraciones, abrasiones y úlceras cutáneas. También puede aplicarse después de intervenciones quirúrgicas, especialmente en regiones susceptibles de contaminación, como colostomías o lesiones anorrectales. En la presentación en óvulos vaginales está indicada como auxiliar en el control temprano de la leucorrea y mal olor debidos a vaginitis y cervicitis, también como profiláctico antes y después de la cirugía cervico-vaginal, electrocirugía, conización cervical y cauterizaciones, así como en histerectomía y reparaciones en el posparto (episiotomía). La nitrofurazona también se ha administrado por vía oral en el tratamiento de la fase tardía de la tripanosomiasis africana que es refractaria a melarsoprol. La dosis para adultos es de 500 mg tres o cuatro veces al día durante cinco a siete días. Además, se ha administrado por vía oral en dosis de 100 mg cuatro veces al día durante cinco a seis días en el tratamiento de la disentería bacilar aguda.

## Absorción
No se absorbe a través de la piel, ni siquiera cuando existen quemaduras; no produce dolor. Un problema es que puede ser responsable de fenómenos de sensibilización.

## Uso en embarazo y lactancia
No se han demostrado efectos contraproducentes en el embarazo o lactancia, debido a su pobre absorción, pero tampoco se ha determinado su seguridad durante el embarazo. En conejos no presentó alteraciones en la organogénesis.

## Toxicidad
No se ha observado ninguna toxicidad sistémica después del uso adecuado, ya que casi no se absorbe.

## Forma farmacéutica
Se utiliza en las quemaduras en forma de pomada y crema al 0,2 %.

## Precauciones
En pacientes con insuficiencia renal grave, debido a la posible absorción sistémica de polietilenglicol presente en la composición de Furacín® (marca comercial de la nitrofurazona). Administrada a ratones por vía sistémica, la nitrofurantoina (otro nitrofurano) ha inducido el desarrollo de tumores mamarios. Su vehículo está formado por polietilenglicoles que pueden absorberse y se excretan por riñón; si el paciente tiene algún grado de insuficiencia renal, pueden acumularse y causar daño renal adicional.

## Uso en veterinaria
La nitrofurazona se usa como un agente antibacteriano y coccidiostático en animales de granja, administrado en agua o en los alimentos.